# Sarzedo (Moimenta da Beira)
Sarzedo ist eine Gemeinde (Freguesia) im portugiesischen Kreis Moimenta da Beira. In ihr leben 154 Einwohner (Stand 19. April 2021).